# Courtage en immobilier
Ne doit pas être confondu avec Courtage en prêt immobilier.
Pour les articles homonymes, voir Courtier (homonymie).
Le courtage en immobilier est la profession exercée par le courtier immobilier, ou « chasseur d'immobilier ». Son métier est d'aider le particulier ou l'entreprise qui le mandate à trouver le bien immobilier qui correspond à son besoin. Il est un intermédiaire dans la réalisation d'une transaction immobilière avant la conclusion ultime par la signature d'un acte de vente.
Depuis 2008, la loi sur le courtage immobilier actuelle (LRQ 2008 chapitre 9) remplace le vocable « agent immobilier ou agent d’immeuble » et a été remplacé par le terme « courtier immobilier» 
Le courtier en immobilier s'appuie sur sa connaissance du terrain, son réseau de contacts, des notaires, des agences immobilières et les réseaux de ventes entre particuliers pour dénicher un bien conforme aux attentes formulées par le client. Certains courtiers proposent également de rechercher des locaux à louer plutôt qu'à acheter.
Ainsi, le courtier mandaté prend en charge le projet d'achat, ses tâches sont diverses :
- définir avec le client ses attentes et son budget ;
- faire une analyse marchande basée sur les propriétés similaires, dans le même secteur et vendues récemment.
- faire une analyse marchande basée sur les propriétés similaires, dans le même secteur en vente au moment de l'analyse.
- prospecter sur le marché auprès des agences immobilières et des particuliers ;
- sélectionner les offres pertinentes pour le client ;
- visiter les lieux ou accompagner le client lors des visites ;
- estimer la qualité du bien et le coût des éventuels travaux de rénovation ;
- aider le client à négocier les conditions d'acquisition et le prix du bien ;
- conseiller le client sur les aspects juridiques et financiers de l'acquisition.

## En France
Le courtage en immobilier n'en est qu'à ses balbutiements. La plupart des courtiers sont des indépendants qui délimitent leur activité sur un, deux voire trois départements.
Ils sont regroupés en deux fédérations : la Fédération Nationale des Chasseurs Immobiliers et la Fédération Française des Chasseurs Immobiliers.
L'exercice de cette profession est encadrée par la loi Hoguet :
- il faut souscrire aux assurances nécessaires ;
- il ne faut pas être en position de conflit d'intérêts ;
- il faut détenir une carte qu'on ne peut obtenir qu'en justifiant d'une expérience ou d'une formation dans l'immobilier ;
- on ne peut être rémunéré qu'à la suite d'une vente effective (acte de vente signé) et présenter ses honoraires ;
- il faut signer des mandats de recherche avec un client avant de démarrer une recherche.

La plupart des courtiers pratiquent un tarif variant de 5 à 7 % du montant de la transaction selon les types de bien (habitation, locaux commerciaux, terrain etc.) et selon les régions (marché actif ou non). Ce taux peut-être bien inférieur mais une seconde rémunération interviendra alors de manière forfaitaire et sans que cette dernière ne soit conditionnée au succès du mandat de recherche (honoraires perçues en raison des moyens employés et non du résultat).
Nombre d'agences immobilières procèderont à cette recherche personnalisée gratuitement (se rémunérant sur la commission versée par les vendeurs conformément à leur propre mandat où en partageant les honoraires avec l'agence mandatée pour la vente, sans répercussion pour l'acquéreur).
- Le mandat de recherche exclusif sur une brève période (2 à 3 mois idéalement) reste la meilleure solution pour garantir un travail efficace du courtier, celui-ci étant alors libre de proposer tous les biens sur le marché sans avoir besoin de conclure un mandat de vente avec le propriétaire ou une autre agence au préalable. Aussi, il cherchera plus assidument l'objet idéal pour son client étant certain que son travail ne sera pas anéanti par un autre courtier ou agent ou particulier et ayant l'assurance de la motivation de son client à acheter un bien !

## Au Québec (Canada)
Au Québec, une loi réglemente le courtage immobilier depuis 1962. La dernière législation remonte à 2010, avec l’entrée en vigueur de la Loi sur le courtage immobilier actuelle. Celle-ci est administrée par l’Organisme d'autoréglementation du courtage immobilier du Québec (OACIQ), qui a été créé dans le but de veiller à la protection du public par un encadrement rigoureux de la profession.
Une loi (LCI), des règlements, un syndic (APCIQ), des inspections professionnelles, une assurance responsabilité (FARCIQ) et un fonds d’indemnisation complètent les mécanismes de surveillance et de protection. Le courtier immobilier du Québec est un intermédiaire de marché dont le rôle est d’accompagner et d’informer les clients (acheteurs ou vendeurs) dans leurs démarches, tout en s’assurant du respect de ses obligations professionnelles.
Le courtier est tenu de fournir des informations justes, vérifiables et vérifiées. Il engage sa responsabilité professionnelle dans chacune des transactions. De plus, la loi québécoise prescrit une éthique commerciale basée sur la collaboration entre courtiers pour le bénéfice des clients. Le système inter-agence (Centris) permet ainsi qu’un courtier puisse offrir à ses acheteurs des propriétés inscrites par d’autres courtiers, favorisant un marché ouvert et fluide.
La rémunération prévue au contrat de courtage est partagée entre le courtier du vendeur (courtier inscripteur) et celui de l’acheteur (courtier collaborateur). Ce système favorise une transparence dans l’offre de propriétés, accessible à travers une base de données commune, Centris™, utilisée par l’ensemble des courtiers du Québec. Cette plateforme a été développée spécifiquement pour le marché québécois, avec l’ajout du français comme langue secondaire, et se distingue des systèmes MLS™/IDX™ utilisés ailleurs en Amérique du Nord.

### Québec - Réforme de la double représentation (2022)
Depuis le 10 juin 2022, une réforme importante a modifié la pratique du courtage au Québec : il est désormais interdit à un courtier de représenter à la fois le vendeur et l’acheteur dans une même transaction résidentielle (pratique appelée double représentation). Cette mesure a été instaurée par l’OACIQ pour mieux protéger le public, garantir des conseils impartiaux, et éviter les conflits d’intérêts.
Chaque partie doit maintenant être représentée par son propre courtier ou choisir de ne pas être représentée. Cela renforce l'importance du rôle du courtier dans la relation avec l’acheteur, qui doit alors formaliser le lien professionnel par un contrat écrit.

### Québec - Contrat de courtage achat (CCA)
Dans ce contexte, le formulaire officiel intitulé Contrat de courtage achat devient central. Il encadre la relation entre un courtier et son client acheteur, en précisant :
- la durée du contrat ;
- les obligations du courtier ;
- les conditions de rémunération ;
- les services professionnels offerts.

Ce formulaire est obligatoire dès qu’un acheteur souhaite être représenté légalement par un courtier et bénéficier d’un accompagnement complet tout au long du processus d’achat.
Pour plus d’informations sur ce contrat et les services associés ,:

## En Suisse
En Suisse, le courtage immobilier fait référence au métier d'agent immobilier dans le cadre de transactions immobilières. Le courtier en immobilier est généralement mandaté par le vendeur, particulier ou professionnel, pour la vente d'un bien dont il est propriétaire – bien que l'inverse soit également possible.
Bien qu'il existe de nombreuses formations reconnues, il n'existe pas de diplôme ou de brevet fédéral obligatoire en Suisse pour devenir courtier en immobilier, ce qui suscite certaines revendications de la part des acteurs du secteur comme des représentants politiques.
Les courtiers opèrent habituellement sur mandat (soumis au Code des Obligations Suisses) et sont rémunérés à la commission (c'est-à-dire, par un pourcentage du prix de vente final) par le vendeur. Depuis 2017, de nouveaux acteurs proposent leurs services à prix fixe (c'est-à-dire, quel que soit le prix de vente du bien).